# Imagen virtual
En óptica geométrica central, una imagen virtual está formada por la proyección de los rayos del sol reflejados o refractados (según sea el caso de un espejo o lente, respectivamente) en el dispositivo. Dichos rayos convergerán en un punto formando la Imagen virtual. (A diferencia de una imagen real que se forma con los rayos reflejados o refractados y no con sus proyecciones).

## Cómo se produce una imagen virtual
Un espejo plano es una superficie plana en la que puede reflejarse la luz que le llega. El espejo, tiene una capacidad reflectora de la intensidad de la luz del 95% (aproximadamente, pues esta capacidad aumenta o disminuye dependiendo de cuan liso esté el espejo y del material del cual esté hecho). Una imagen de un espejo se ve como si el objeto estuviera detrás del espejo, y no enfrente, ni en la superficie.
El sistema óptico del ojo recoge los rayos que salen divergentes del objeto y los hace converger en la retina. El ojo identifica la posición que ocupa un objeto en el lugar donde convergen las prolongaciones del haz de los rayos divergentes que llegan. Estas prolongaciones no coinciden con la posición real del objeto. En este punto es donde se forma la imagen virtual del objeto.
La imagen obtenida en un espejo plano, no se puede proyectar encima de una pantalla; colocar una pantalla donde parece estar la imagen no recogerá nada. Por eso es una imagen virtual, una copia del objeto. El sistema óptico del ojo es el que recoge los rayos divergentes del espejo, y el cerebro interpreta los procedentes de detrás del espejo.
El condicionamiento de la convergencia de los ejes de visión, se ha de tener en cuenta en el planteamiento de una imagen virtual, con diferentes objetos, el efecto estereoscópico tiene lugar con variaciones relativas a la distancia en el cual se encuentran los objetos de los ojos. Una imagen, mezclando la recepción de los dos ojos hemos de tener una atención especial al objeto, con el objetivo de modificar el ángulo de los ejes de visión de nuestros ojos.
La convergencia de los ejes de visión nos da como resultado la captación más definida de la imagen observada, y a la vez que se mantiene la información relativa a la distancia, siendo casi paralelos a los ejes de visión en los objetos lejos y ampliamente divergentes en los objetos más cercanos. Se ha de tener en cuenta el condicionamiento que lleva el ajustamiento de los ángulos de visión de los ojos: se trata de la automática variación de la distancia focal, que permite mantener la imagen con el enfoque preciso para que la captación de la misma sea la más nítida posible.
Es decir, una imagen virtual, se ve como si estuviera dentro del espejo, no se puede formar encima de la pantalla pero puede ser vista cuando se enfoca con los ojos.

## Cómo se forma una imagen virtual
1. Formación de la imagen en un espejo plano.
2. Formación de la imagen en una lente biconvexa con el objeto situado delante del foco.
3. Formación de la imagen en una lente biconvexa con el objeto virtual.

## Aplicaciones
Ejemplos de materias en que se aplica:
- En arquitectura principalmente.
- En medicina con los microscopios.
- En la industria y la holografía.
- En el sector de la telefonía y el videojuego.
- En aeronáutica.